# Lithacodia clandestina
? clandestina is een vlinder uit de familie van de uilen (Noctuidae). De wetenschappelijke naam van deze soort is voor het eerst voorgesteld als Erastria clandestina door Alfred Jefferis Turner in een publicatie uit 1909. Het geslacht van deze soort moet nog nader worden vastgesteld.
De soort komt voor in Australië (Queensland).